# Manlio Fabio Altamirano, Puebla
Manlio Fabio Altamirano är en ort i Mexiko.   Den ligger i kommunen Hueytamalco och delstaten Puebla, i den sydöstra delen av landet, 210 km öster om huvudstaden Mexico City. Manlio Fabio Altamirano ligger 384 meter över havet och antalet invånare är 211.
Terrängen runt Manlio Fabio Altamirano är kuperad åt sydost, men åt nordväst är den platt. Runt Manlio Fabio Altamirano är det ganska tätbefolkat, med 248 invånare per kvadratkilometer. Närmaste större samhälle är Tlapacoyan, 11,0 km sydost om Manlio Fabio Altamirano. I omgivningarna runt Manlio Fabio Altamirano växer huvudsakligen savannskog.